# Chinezi Hui
Chinezii Hui sunt un grup etnic care se deosebește prin practicarea islamului. Hui este abrevierea denumirii Huihui. Ei alcătuiesc unul dintre cele 56 de grupuri etnice recunoscute oficial de către Republica Populară Chineză. Majoritatea locuiesc în partea de nord-vest a Chinei (Ningxia, Gansu, Shaanxi, Xinjiang) dar formează comunități și în restul țării. Cei mai mulți dintre ei se aseamănă cu chinezii Han în anumite privințe dar au și trăsături culturale diferite datorate practicării islamului. De exemplu, pentru a respecta reglementările islamice cu privire la mâncare, nu consumă carne de porc. Îmbrăcămintea lor diferă prin faptul că bărbații poartă pălării albe iar femeile baticuri, iar uneori își acoperă și fețele cu voaluri.
Definiția chinezilor Hui, așa cum este formulată după 1949, nu îi include și pe uiguri, care de asemenea practică islamul și locuiesc în China continentală. Strămoșii unora dintre chinezii Hui și ai tuturor chinezilor uiguri au fost Uigurii. Aceștia au format Imperiul Uigur. După căderea Imperiului Uigur, patru grupuri au fugit spre Gansu, Qinghai și Ningxi iar alte două spre sudul regiunii Xinjiang, intrând în relații de căsătorie cu poporul local Tocarian. Doar chinezii uiguri păstrează limba turcă.
Înainte de 1949, definiția chinezilor Hui făcea referire la chinezii musulmani cu strămoși turci însă aceasta s-a extins mai târziu la musulmanii fără origine turcă, cum sunt chinezii musulmani din sud, în majoritate de origine Malay și arabică. Incluși printre chinezii Hui în statisticile recensământului (dar nerecunoscuți oficial ca și grup etnic distinct) se află mai multe mii de Utsuli din sudul provinciei Hainan. Aceștia vorbesc o limbă austronesiană (Tsat), înrudită cu cea a minorității musulmane Cham din Vietnam.